# Guarino Fernandes dos Santos
Guarino Fernandes dos Santos (Maria da Fé, 26 de julho de 1925) foi um dirigente sindical e político brasileiro.
Filho de ferroviário, militou na juventude do Partido Comunista Brasileiro (PCB), foi presidente da União dos Ferroviários da Estrada de Ferro Sorocabana por 14 anos consecutivos; vereador de Sorocaba (1959/1963); deputado estadual eleito por São Paulo e cassado antes da posse.
Sofreu as agruras, prisões e perseguições do regime ditatorial por ter participado ativamente das principais lutas operárias entre os anos de 1942 a 1987.
É autor do livro Nos Bastidores da Luta Sindical (132 pp, São Paulo:Ícone Editora Ltda. 1987), onde relata os detalhes da luta sindical, a sua experiência e de seus companheiros.
Em sua homenagem, uma rua de Sorocaba localizada no bairro de Jardim Santa Bárbara chama-se Rua Guarino Fernandes dos Santos.